# 2008 في بيلاروسيا
فيما يلي قائمة بالأحداث التي وقعت خلال عام 2008 في بيلاروسيا.

## في السلطة
- الرئيس: ألكسندر لوكاشينكو
- رئيس الوزراء: سيرغي سيدورسكي

## أحداث

### يناير
- 18 يناير - سجن رئيس تحرير إحدى الصحف المستقلة لمدة ثلاث سنوات، وهو الذي أعاد نشر الرسوم الكاريكاتورية المثيرة للجدل لمحمد. [1]